# Ustawa o ochronie zdrowia przed następstwami używania tytoniu i wyrobów tytoniowych
Ustawa z dnia 9 listopada 1995 r. o ochronie zdrowia przed następstwami używania tytoniu i wyrobów tytoniowych – polska ustawa uchwalona przez Sejm RP, regulująca kwestie prawne związane z przeciwdziałaniem nikotynizmowi.
Ustawa określa:
- zasady sprzedaży wyrobów tytoniowych
- miejsca palenia wyrobów tytoniowych
- zasady produkcji i dystrybucji wyrobów tytoniowych
- zasady leczenia osób uzależnionych od nikotyny.

Zgodnie z art. 4 ustawy Rada Ministrów ustala program określający politykę zdrowotną, społeczną i ekonomiczną, zmierzający do zmniejszenia używania wyrobów tytoniowych oraz składa coroczne sprawozdanie Sejmowi z realizacji tego programu w terminie do 30 kwietnia. Dokument jest publikowany w postaci druku sejmowego.
Ustawę znowelizowano wielokrotnie. Ostatnia zmiana weszła w życie w 2025.